# Tratado de Maastricht
El Tratado de Maastricht (oficialmente, Tratado de la Unión Europea o TUE) es, junto al Tratado de Funcionamiento de la Unión Europea, uno de los tratados fundacionales y constitutivos de la Unión Europea. Firmado en la ciudad neerlandesa (Países Bajos) de Maastricht el 7 de febrero de 1992, entró en vigor el 1 de noviembre de 1993 y fue concebido como la culminación política de un conjunto normativo, vinculante para todos los Estados miembros de la Unión Europea, tanto para los futuros miembros como para los estados firmantes en el momento del tratado.
El TUE original estaba formado por una serie de tratados preexistentes, los entonces vigentes eran tres, con los nombres de las respectivas Comunidades Europeas a que daban lugar: el Tratado constitutivo de la Comunidad Europea del Carbón y del Acero, el Tratado constitutivo de la Comunidad Europea de la Energía Atómica y el Tratado constitutivo de la Comunidad Económica Europea. Esos tres tratados están considerados como el pilar comunitario (o primer pilar) y el TUE viene a añadir otros dos pilares político-jurídicos de nuevo cuño, que él mismo regula: la política exterior y de seguridad común (o segundo pilar, PESC) y los asuntos de justicia e interior (JAI) o tercer pilar. Se concebía así el conjunto como un templo griego, conformado sobre tres grandes pilares de integración y funcionamiento que levantaban un frontón, la nueva Unión Europea, que presidía todo el paisaje comunitario y lo integraba en una superestructura.
El Tratado de Maastricht ha sido modificado por los Tratados de Ámsterdam, Niza y Lisboa.

## Historia

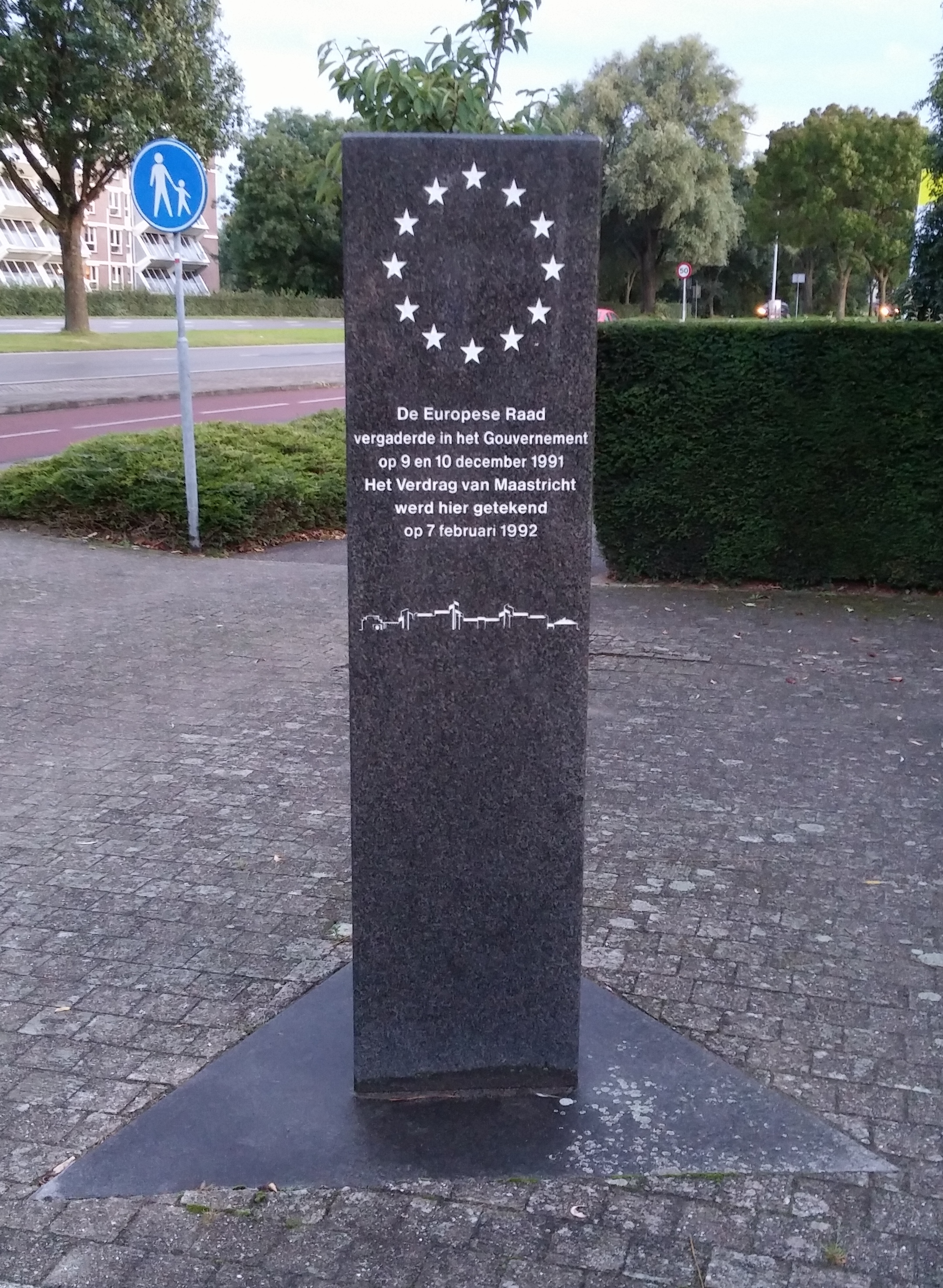
Monumento de piedra frente a la entrada al edificio del gobierno de la provincia de Limburgo en Maastricht, Países Bajos, en conmemoración de la firma del Tratado de Maastricht.

### Primera revisión: Tratado de Ámsterdam
El Tratado de la Unión Europea ha sido concebido como el primer paso en un proceso que aún continúa. Así, el artículo N del Tratado original previó la convocatoria de una conferencia intergubernamental en 1996.
Esta conferencia abierta en Turín el 29 de marzo de 1996, produjo el Tratado Ámsterdam, firmado el 2 de octubre de 1997 y que entró en vigor el 1 de mayo de 1999. Este Tratado procedió a una nueva numeración de los artículos del Tratado de la Unión Europea. Para hacer frente a la ampliación de la Unión, introdujo el procedimiento de «cooperación reforzada», por el que algunos estados pueden avanzar en la construcción de la Comunidad sin esperar a otros países. También programó la creación de un espacio de libertad, seguridad y justicia en el marco del tercer pilar.

### Segunda revisión: Tratado de Niza

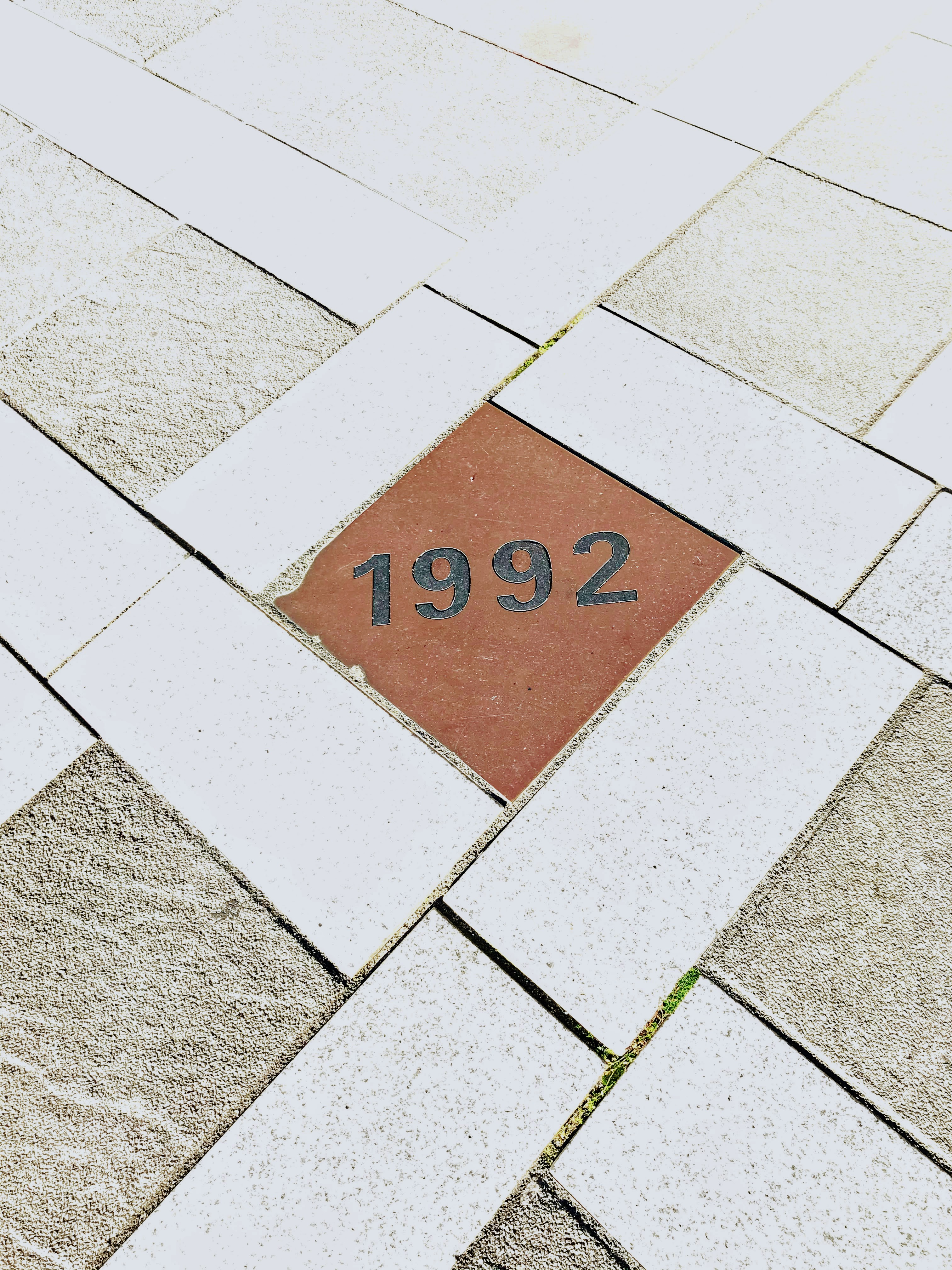
Placa conmemorativa en la Plaza Plein 1992, en la ciudad de Maastricht.

La ampliación prevista de quince a veinticinco nuevos países exigió una reforma de las instituciones que el Tratado de Ámsterdam no realizó. Por ello, una nueva conferencia intergubernamental, abrió el 14 de febrero del 2000, produciendo el Tratado de Niza, una nueva revisión de los tratados europeos.
El tratado amplió el ámbito de decisión por mayoría y cambió la ponderación de votos en el Consejo de la Unión Europea mediante el establecimiento de un voto por doble mayoría, representada en votos y población. También fueron agregados los artículos 27 A a 27 E de cooperación reforzada en el ámbito de la política exterior y de seguridad común.

### Tercera revisión: Tratado de Lisboa
Una vez más, el Tratado de Niza estableció en una «declaración sobre el futuro de la Unión» que el Consejo Europeo debía perseguir la reforma institucional. Esta vez, no sería una conferencia intergubernamental, sino una Convención sobre el Futuro de Europa la que propuso el 18 de julio de 2003 un proyecto de Tratado que establece una Constitución para Europa. Esta constitución reemplazaría al Tratado de la Unión Europea y el Tratado constitutivo de la Comunidad Europea. Firmado por los Estados miembro de la UE, el Tratado, sin embargo, vio su proceso de ratificación interrumpido después de su rechazo en referéndum en Francia y los Países Bajos en la primavera de 2005.
Algunas disposiciones institucionales del Tratado Constitucional se han incorporado en el Tratado de Lisboa, firmado el 13 de diciembre de 2007 y que entró en vigor el 1 de diciembre de 2009.
Este tratado es el cambio más importante en el Tratado de la Unión Europea. Con el Tratado de Lisboa, el Tratado de Maastricht se convierte en un tratado constitutivo y no un tratado de reforma con la eliminación de las disposiciones que modifican el Tratado CEE. Con el Tratado de Lisboa, los artículos relativos a los principios democráticos e institucionales han sido extendidos, los elementos para la cooperación reforzada se combinan, los artículos sobre la acción exterior y la política exterior y de seguridad común se amplían.
| Tratado de la Unión Europea Contenido de la versión consolidada |
| Preámbulo |
| Títulos |
| --- |
| I Disposiciones comunes |
| II Principios democráticos |
| III Instituciones |
| IV Cooperaciones reforzadas |
| V Acción exterior y política exterior y de seguridad común - Capítulos 1. Disposiciones generales relativas a la Acción Exterior de la Unión 2. Disposiciones específicas sobre la Política Exterior y de Seguridad Común - Secciones 1. Disposiciones comunes 2. Disposiciones sobre la Política Común de Seguridad y Defensa |
| VI Disposiciones finales |
| Protocolos, anexos y declaraciones |

## Contenido del tratado (post-Lisboa)
Preámbulo
El preámbulo recuerda los orígenes y objetivos de la Unión. Se ocupa de elementos particulares, como la profundización de la integración y la solidaridad entre los Estados miembros y sus nacionales (ciudadanía europea). También recuerda la importancia de la diversidad cultural y el respeto de los derechos fundamentales y su adhesión a los principios democráticos.
Asimismo trata los inicios de la Unión económica, recordando que la Unión tiene como objetivo fortalecer las economías de sus miembros para asegurar la convergencia y para promover el progreso económico. Sin embargo el preámbulo también tiene en cuenta los datos sociales y ambientales de la economía. El preámbulo también establece que la Unión tiene como objetivo implementar una política exterior y de seguridad sobre todo con la creación progresiva de una política común de defensa podría conducir a la creación de una defensa común.
Por otra parte, el Tratado introdujo una cláusula de retirada que permite a cualquier Estado miembro salir de la Unión. La retirada no queda supeditada a ninguna condición: solo se requiere concluir un acuerdo entre la Unión y el Estado miembro en cuestión sobre las modalidades de la retirada.